# Ризничар
Ризничар је особа која је одговорна за вођење послова везаних за управљање ризницом једне организације или једног система. Основни задатак ризничара је да чува вредности. 
Првобитно се реч ризничар односила на лице задужено за чување драгоцености, злата и другог блага, али је временом прешла у ширу употребу и сада се може односити на особу која чува вредности у ширем смислу. У савременом привредном друштву ризничар је особа задужена за управљање средствима и ризицима а са циљем очувања финансијске стабилности и вредности читавог привредног друштва.

## Историја
У античко доба, ризничар је био посвећена особа која је имала приступ храму-ризници у којем су чуване јавне драгоцености. Обично су такви храмови-ризнице грађени у Делфима, Олимпији и на острву Делос. 
У средњовековној Србији од доба краља Милутина владарев ризничар је носио титулу Протовестијар-а (грч. πρωτοβεστιάριος). 

## Подела

#### Државни ризничар
Државна ризница је одговорна за економију, финансије, приходе и расходе једне земље. 
Државни ризничар води Државну ризницу. У неким земљама, може бити члан Владе kao министар финансија  - често најважнији члан након Премијера. 
У Србији, функцију Државне ризнице обавља Управа за трезор при Министарству финансија и надлежна је за извршење државног буџета, буџетско рачуноводство и извештавање, послове у вези јавних плаћања и друге послове државних финансија.

#### Привредни ризничар
У финансијским институцијама и другим привредним друштвима, ризничар (финансијски директор, благајник, банкарски “treasurer“) је особа која својим деловањем тежи да заштити вредност привредног друштва од ризика којима је у свом редовном пословању изложено. Извори пословних ризика могу бити различити, те стога привредни ризничар мора бити особа која располаже умећем разумевања широког спектра пословних активности. Ризничари су првенствено одговорни за управљање ризиком ликвидности, за управљање новцем и новчаним дериватима, за управљање активом и пасивом, за управљањем девизним ризиком, за управљање тржишним ризицима (ризиком промене каматне стопе)... 

#### Ризничар у удружењима
Многе организације, посебно непрофитне, као што су добротворне установе, цркве, хуманитарне фондације и задужбине или удружења грађана, именују ризничара (благајника) који је одговоран за управљање новчаним фондовима организације.

## Удружења ризничара
Постоје различита ризничарска удружења у свету. Међународна група ризничарских удружења (IGTA) састоји се од око 30 организација ризничара. У Европи постоји Европско удружење привредних ризничара (EACT) које је организовано као савез ризничарских удружења које делују на националном нивоу. У Србији постоји Српско Удружење Привредних Ризничара (СУПРИ Архивирано на веб-сајту  (23. септембар 2016)). 